# Camp pro-démocratie de Hong Kong
Pour les articles homonymes, voir Camp pro-démocratie.
Ne doit pas être confondu avec Camp pro-démocratie de Macao.
Le terme « camp pro-démocratie » désigne un ensemble de personnalités politiques de Hong Kong soutenant le maintien et la protection de la démocratie, à savoir l'élection au suffrage universel du chef de l'exécutif et du Conseil législatif tel que décrit dans la Loi fondamentale du modèle « un pays, deux systèmes ».
En 2019, le mouvement anti-extradition lui offre un regain de popularité, contribuant à sa plus grande victoire dans l'histoire de Hong Kong, prenant le contrôle de 17 des 18 conseils de district et faisant plus que tripler leurs sièges, passant de 124 à 388. En réaction, le gouvernement de Pékin augmente la pression sur l'opposition et disqualifie quatre législateurs pro-démocratie en exercice déclenchant la démission des 15 membres restants de la législature. Le camp pro-démocratie de retrouve alors sans représentation pour la première fois depuis 1998.
En 2024, une nouvelle vague de répression envoie en prison 45 membres du Camp pro-démocratie.

## Description
Le camp pro-démocratie embrasse généralement des valeurs libérales telles que l'état de droit, les droits de l'homme, les libertés civiles et la justice sociale, mais leurs positions économiques varient. Ils sont souvent identifiés comme le « camp de l'opposition » en raison de leur position non coopérative voire conflictuelle envers la RAS de Hong Kong et les gouvernements centraux chinois.
En face du camp pro-démocratie se trouve le camp pro-Pékin, dont les membres sont perçus comme soutenant les autorités de Pékin et de la RAS. Depuis la rétrocession de Hong Kong à la Chine, le camp pro-démocratie a recueilli 55 à 60% des voix à chaque élection, mais occupe moins de la moitié des sièges au Conseil législatif en raison des éléments élus indirectement de la législature.

## Histoire

### Révolution des parapluies (2014)
Lors de l'élection du Conseil législatif de 2016, le camp est confronté au défi des nouveaux localistes ayant émergés après la révolution des parapluies et se présentant sous la bannière de « l'autodétermination » (en faveur de l'indépendance de Hong Kong). Après l'élection, certains localistes rejoignent le caucus des pro-démocrates qui se rebaptise « camp pro-démocratie ». La désunion au sein du camp et l'échec de la révolution des parapluie pénalisent les pro-démocrates lors des élections partielles de 2018.

### Mouvement anti-extradition (2019)
Le mouvement anti-extradition de 2019 marque un regain d'intérêt pour le camp et contribue à sa plus grande victoire de l'histoire de Hong Kong, prenant le contrôle de 17 des 18 conseils de district et plus que triplant leurs sièges (de 124 à 389) lors de l'élection du conseil de district de 2019.

### Répression et démissions massives de 2020
La loi sur la sécurité nationale de Hong Kong promulguée par le CPANP en juin 2020 donne au gouvernement de Hong Kong un pouvoir étendu pour réprimer l'opposition avec toutes les personnes perçues comme « menace pour la sécurité nationale ». Lors des élections au Conseil législatif reportées par la suite en septembre 2020, 12 candidats pro-démocratie et localistes ont été disqualifiés par les directeurs du scrutin pour violation de la loi sur la sécurité nationale, dont trois législateurs sortants du Parti civique, Alvin Yeung, Kwok Ka-ki et Dennis Kwok, ainsi que comme Kenneth Leung. Considérant les disqualifications comme illégales, le camp pro-démocratie se divise entre ceux partisans du maintien de la législature prolongée ou de la démission. En fin de compte, 19 des 22 pro-démocrates restent au Conseil législatif.
En novembre 2020, le CPANP utilise la loi sur la sécurité nationale pour disqualifier les quatre législateurs en exercice dont les candidatures avaient été précédemment invalidées. En réponse, Wu Chi-wai, président du Parti démocrate, annonce que les 15 législateurs pro-démocratie restants démissionneront en masse pour protester contre la décision, déclarant la mort du principe « Un pays, deux systèmes » et la séparation des deux pays. Ces démissions massives marquent la fin de l'opposition au Conseil législatif,,.

### Emprisonnement des démocrates (2024)

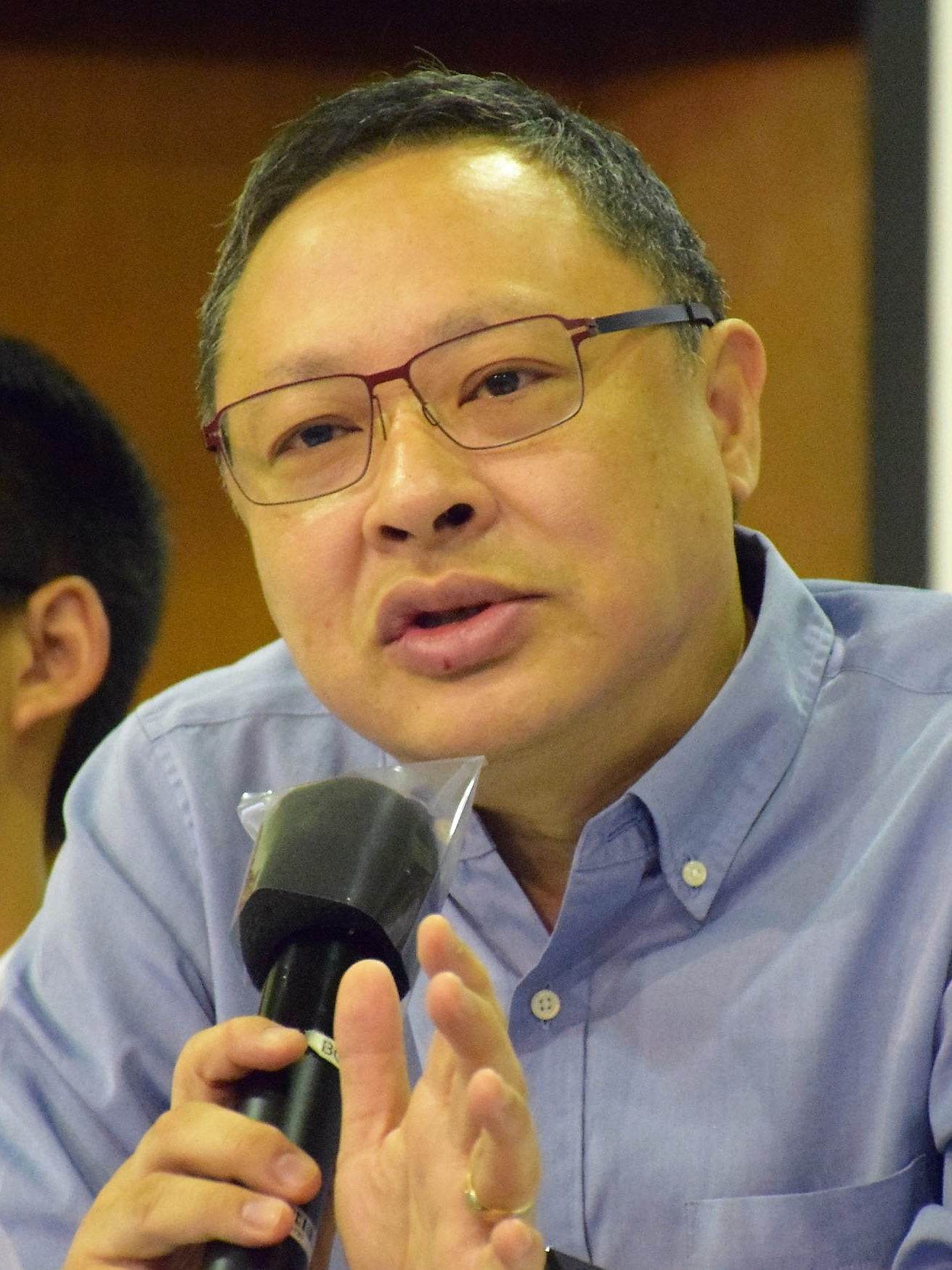
Benny Tai, juriste identifié dans le jugement comme le cerveau du Camp est condamné en 2024 à 10 ans de prison.

Le 18 novembre 2024, la Haute Cour de Hong Kong (en) condamne 45 militants pro-démocratie à des peines d'emprisonnement allant de 4 à 10 ans à l'issue d'un procès de « sécurité nationale » imposé par Pékin. Les militants sont accusés de complot visant à renverser le gouvernement pour avoir organisé des « élections primaires » non officielles en 2020, qui, selon les autorités, faisaient partie d'une manœuvre de déstabilisation du gouvernement.
Benny Tai est condamné à la peine la plus longue, soit 10 ans. Après un procès de 118 jours, 14 militants sont reconnus coupables et 31 plaident coupables, avec des peines allant de 4 à 10 ans. Ces procès politiques sont largement condamnées, notamment par les gouvernements occidentaux, y compris les États-Unis. Penny Wong exprime également sa profonde inquiétude face aux condamnations, exhortant la Chine à « mettre fin à la suppression de la liberté d'expression, de réunion, des médias et de la société civile » à Hong Kong. Certains militants, dont Gordon Ng (en), Owen Chow (en) et Joshua Wong, figurent parmi les personnes condamnées.

## Idéologie
L'un des principaux objectifs du camp pro-démocratie est d'obtenir l'élection au suffrage universel du chef de l'exécutif (CE) et du Conseil législatif (LegCo), comme le garantissent respectivement les articles 45 et 68 de la loi fondamentale. Depuis la décision 831 du Comité permanent du Congrès national du peuple (CPANP) du 31 août 2014, le candidat au poste de chef de l'exécutif est sélectionné par Pékin. Certains démocrates revendiquent alors le Droit des peuples à disposer d'eux-mêmes mais la tendance majoritaire au sein du groupe demeure le soutien au modèle « un pays, deux systèmes », comme promis par la loi fondamentale.
Les pro-démocrates adoptent généralement des valeurs libérales telles que l'état de droit, les droits de l'homme, les libertés civiles et la justice sociale, mais leurs positions économiques varient. Certains pro-démocrates se positionnent comme pro-travaillistes, comme la Ligue des sociaux-démocrates (LSD), le Parti travailliste et le NWSC. La plupart des pro-démocrates croient en une société plus égalitaire. Depuis les manifestations de la place Tiananmen de 1989, le camp pro-démocratie soutient globalement le mouvement démocratique chinois. Beaucoup de pro-démocrates ont appelé à la fin du système de parti unique du Parti communiste chinois et sont donc considérés comme une menace par les autorités de Pékin. Le soutien du camp à une démocratie libérale à l'occidentale est considéré comme inacceptable par le gouvernement de Pékin. Dans certains cas, des militants pro-démocraties ont été accusés de haute trahison et qualifiés de « traîtres aux Chinois Han ».
Les pro-démocraties sont également divisés par leurs approches de la démocratie: les démocrates modérés (représentés par le Parti démocrate (en) etl'ADPL (en)), favorisent le dialogue à la lutte contre avec les gouvernements de Pékin et de Hong Kong, tandis que les démocrates radicaux (comme la Ligue des sociaux-démocrates et le People Power) croient aux actions de rue et aux mouvements de masse. De graves conflits et de la méfiance perdurent entre les deux factions et une grande scission s'opère après le vote de la réforme constitutionnelle de 2010, où le Parti démocrate négocie avec les représentants de Pékin et soutient la proposition de réforme modifiée. Cette prise de position est considérée comme une trahison par les démocrates radicaux.

## Partis membres
- Parti civique
- Parti démocratique
- Parti travailliste
- Pouvoir du peuple - Ligue des sociaux-démocrates
- Association pour la démocratie et la subsistance du peuple
- Centre de service des travailleurs et du voisinage
- Néo-démocrates
- Demosistō

## Résultats électoraux
| Élection | Voix               | %                  | Sièges             | Positionnement     |
| -------- | ------------------ | ------------------ | ------------------ | ------------------ |
| 1998     | 982 249            | 66.36              | 20 / 60            | Minorité           |
| 2000     | 799 249            | 60.56              | 21 / 60            | Minorité           |
| 2004     | 1 105 388          | 62.44              | 25 / 60            | Minorité           |
| 2008     | 901 707            | 59.50              | 23 / 60            | Minorité           |
| 2012     | 1 036 998          | 57.26              | 27 / 70            | Minorité           |
| 2016     | 1 193 061          | 55.02              | 29 / 70            | Minorité           |
| 2021     | Pas de candidature | Pas de candidature | Pas de candidature | Pas de candidature |

| Élection | Voix                                                                | %                                                                   | Sièges                                                              | Districts                                                           |
| -------- | ------------------------------------------------------------------- | ------------------------------------------------------------------- | ------------------------------------------------------------------- | ------------------------------------------------------------------- |
| 1999     | 325 829                                                             | 40.18                                                               | 157 / 390                                                           | 2 / 18                                                              |
| 2003     | 477 596                                                             | 45.54                                                               | 198 / 400                                                           | 3 / 18                                                              |
| 2007     | 445 781                                                             | 39.15                                                               | 127 / 405                                                           | 1 / 18                                                              |
| 2011     | 464 512                                                             | 39.34                                                               | 103 / 412                                                           | 0 / 18                                                              |
| 2015     | 581 058                                                             | 40.20                                                               | 126 / 431                                                           | 0 / 18                                                              |
| 2019     | 1 674 083                                                           | 57.10                                                               | 389 / 452                                                           | 17 / 18                                                             |
| 2023     | Empêché de se présenter en raison des nouvelles règles électorales. | Empêché de se présenter en raison des nouvelles règles électorales. | Empêché de se présenter en raison des nouvelles règles électorales. | Empêché de se présenter en raison des nouvelles règles électorales. |